# Kristian Ivanovič Truzson
Kristian Ivanovič Truzson (rusko Христиан Иванович Трузсон), ruski general, * 15. marec 1742, † 8. marec 1813.
Bil je eden izmed pomembnejših generalov, ki so se borili med Napoleonovo invazijo na Rusijo; posledično je bil njegov portret dodan v Vojaško galerijo Zimskega dvorca.

## Življenje
8. decembra 1782 je vstopil v rusko vojsko kot stotnik inženirskega korpusa. Leta 1788, med rusko-turško vojno, je bil ranjen v obe nogi, ko je eksplodiral sod smodnika. 
Leta 1796 je sodeloval v perzijski kampanji; za zasluge pri obleganju mest je bil 7. oktobra istega leta povišan v polkovnika. Istega leta se je pričel ukvarjati z izdelavo hitrostrelne puške ter izdelavo sistema plovnih kanalov med rekami Lovat, Dvina in Dneper. 
Pozneje je bil dodeljen ruskemu veleposlaništvu v Turčiji in 14. januarja 1798 je bil povišan v generalmajorja. V začetku naslednjega leta je bil prestavljen v Oddelek za vodne komunikacije s činom državnega svetovalca. Po kratkotrajni odsotnosti iz vojaške službe se je 20. decembra 1800 vrnil nazaj v vojsko. 
15. junija 1806 je bil povišan v generalporočnika. 19. marca 1812 je postal poveljnik inženircev 1. zahodne armade.